# 256 v.Chr.
Het jaar 256 v.Chr. is een jaartal volgens de christelijke jaartelling. 

## Gebeurtenissen

### China
- De Qin-staat verovert het gebied van Zhou (het "Koninklijk Gebied") en neemt zonder veel weerstand Luoyang in. Einde van de regeerperiode van Zhou Nan Wang, een opvolger wordt aangeduid Zhou Hui Wang, maar in de Chinese geschiedenis is dit traditioneel het einde van de Zhou-dynastie.

### Italië
- Slag bij Kaap Ecnomus: Een Romeinse vlootexpeditie met aan het hoofd Marcus Atilius Regulus verslaat aan de zuidkust van Sicilië de Carthaagse vloot.
- De Carthagers onder leiding van Hamilcar Barkas en Hanno de Grote proberen de Romeinse invasie van Noord-Afrika tegen te houden. Het Romeinse leger landt bij Carthago en begint een plunderveldtocht.

### Europa
- Koning Millus (256 - 251 v.Chr.) volgt zijn vader Catellus op als heerser van Brittannië.

### Klein-Azië
- Rhodos sluit een verbond met Macedonië, in Anatolië worden Ionië, Cilicië en Pamphylië weer bij het Seleucidenrijk ingelijfd.

### Griekenland
- De 8-jarige Areus II overlijdt, Leonidas II van Sparta (256 - 235 v.Chr.) uit het huis der Agiaden bestijgt de troon.

## Geboren
- Han Gaozu (~256 v.Chr. - ~195 v.Chr.), stichter van de Han-dynastie en keizer van het Chinese Keizerrijk

## Overleden
- Areus II (~264 v.Chr. - ~256 v.Chr.), koning van Sparta (8)
- Zhou Nan Wang, Chinese koning van de Zhou-dynastie